# Agerø

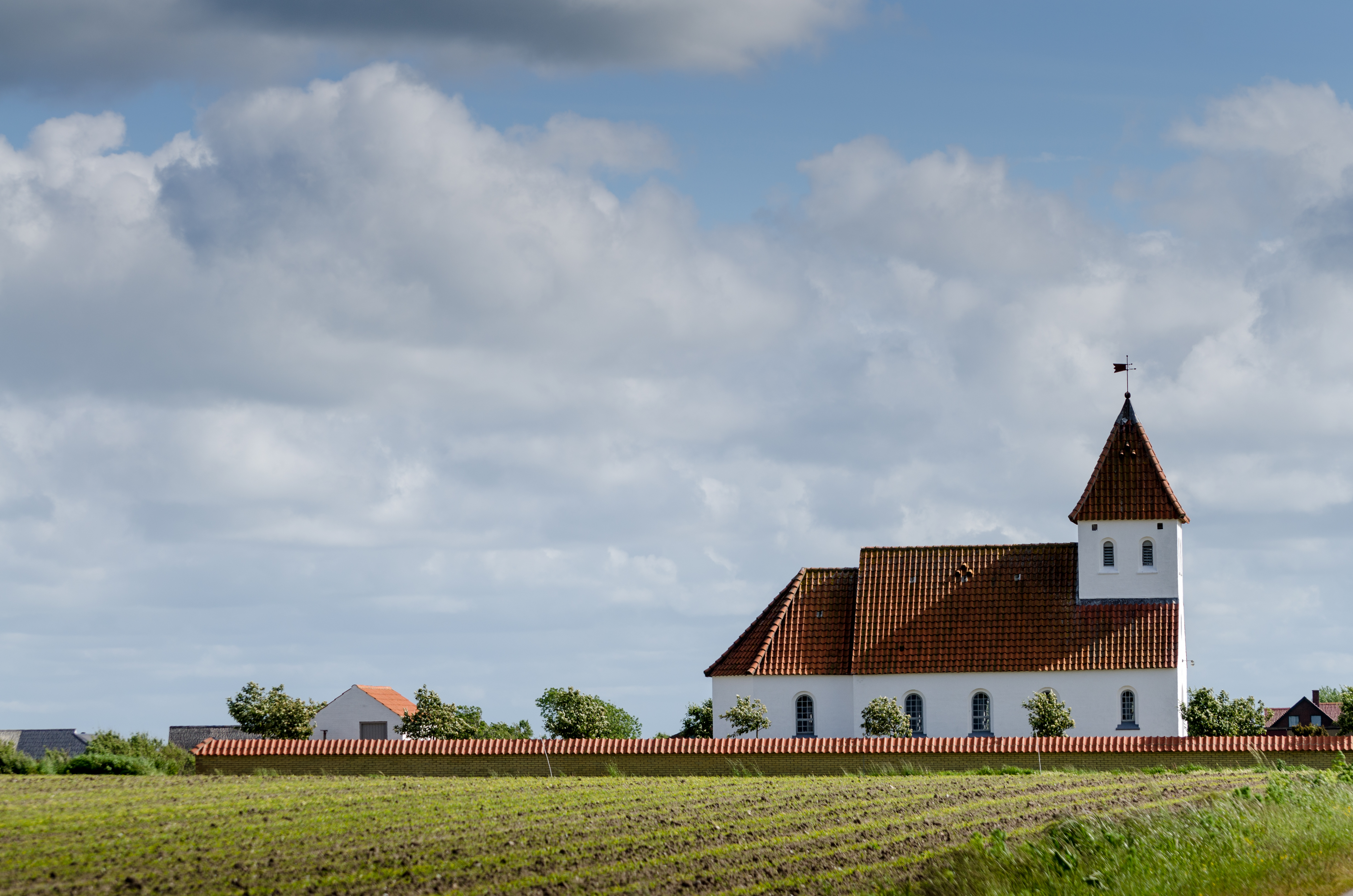
Agerø Kirke

Agerø es una isla de Dinamarca ubicada entre Mors y Thyholm, en Limfjorden. Tiene una superficie de 3,7 km² y tan solo 38 habitantes en 2010. Aunque la mayor parte del terreno se destina a cultivo, en el norte hay una reserva natural que suele ser lugar de paso de aves migratorias.
En la administración local danesa, esta isla pertenece a la vecina isla-municipio de Mors, en la región de Jutlandia Septentrional.
La iglesia local, construida en 1908, es conocida por ser uno de los templos parroquiales más pequeños del país, con solamente 60 asientos.